# Ban ngày vùng cực

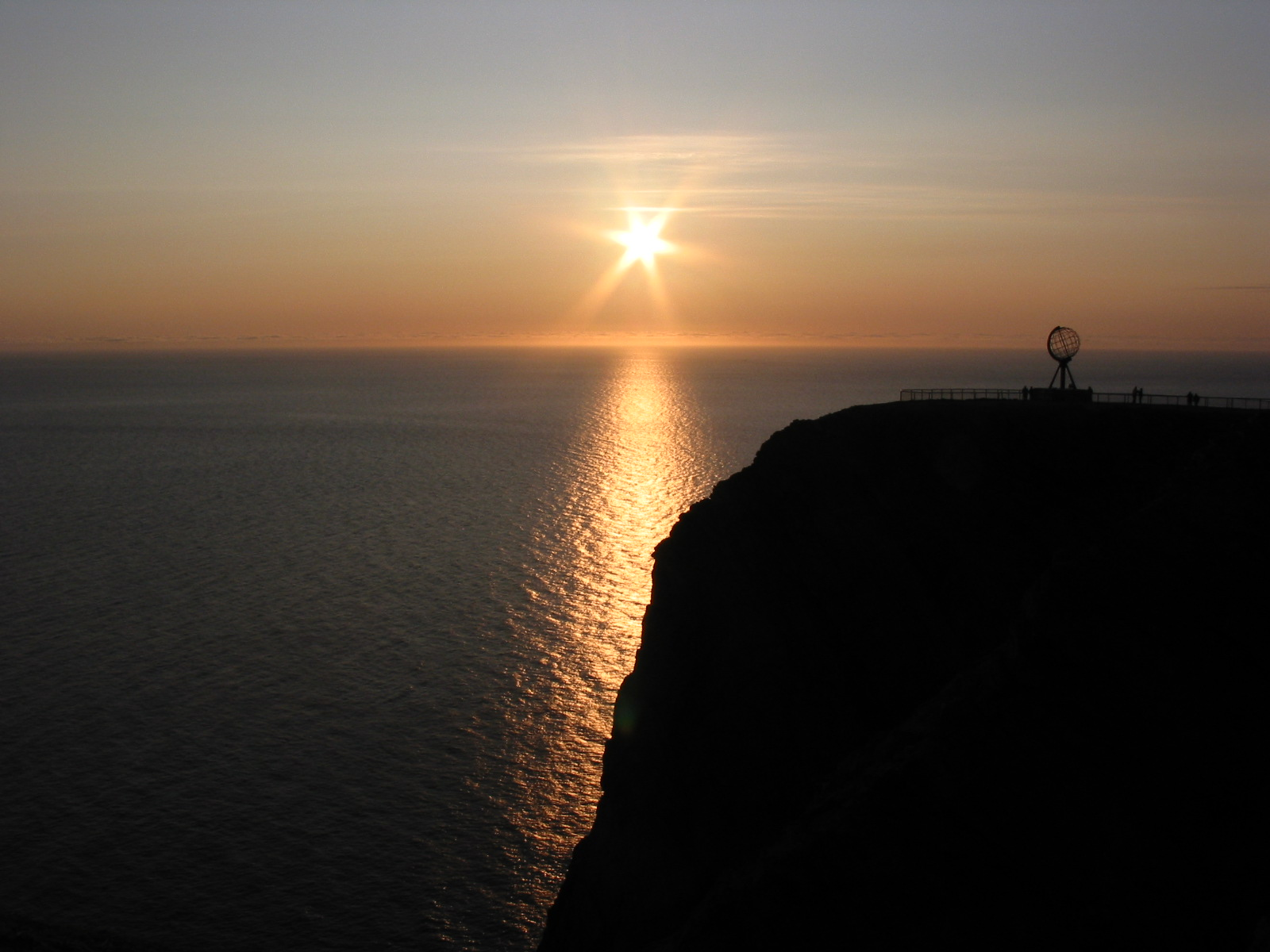
Mặt Trời lúc nửa đêm tại Nordkapp, Na Uy.

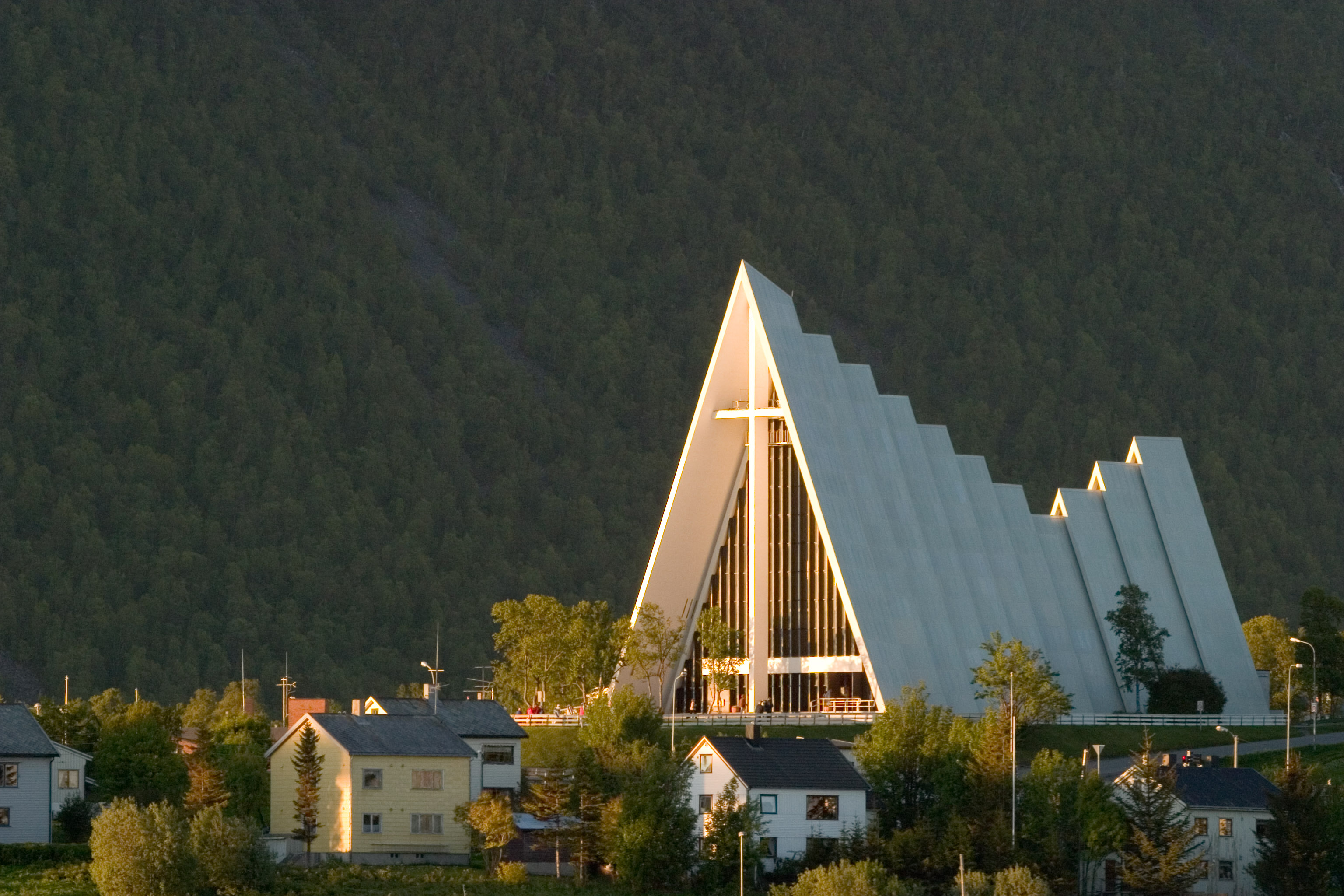
Nhà thờ Bắc cực với khu vực xung quanh ở Tromsø được chiếu sáng bằng ánh sáng Mặt Trời lúc nửa đêm.

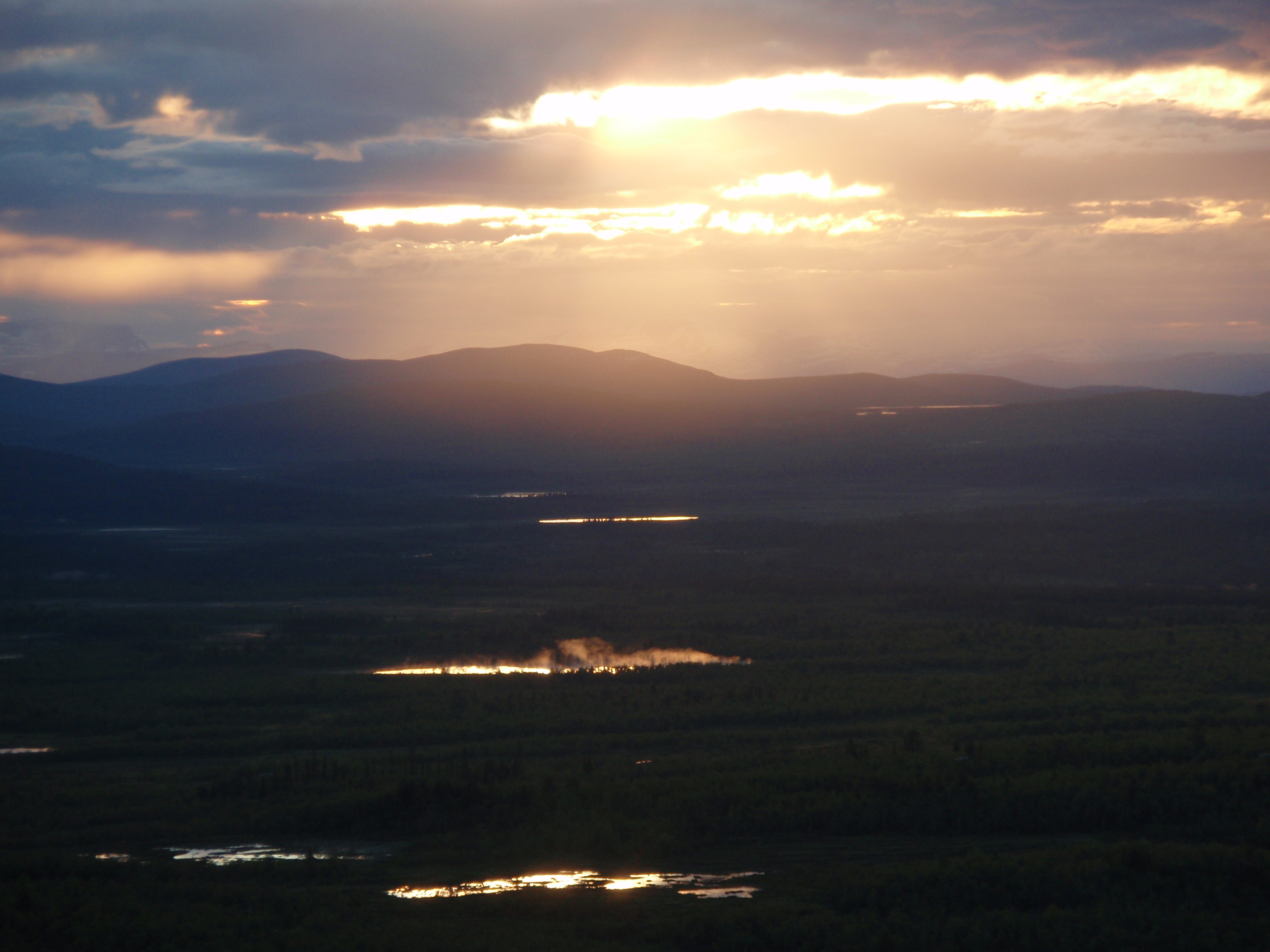
Mặt Trời lúc nửa đêm tại Kiruna, Thụy Điển.

Ban ngày vùng cực hay Mặt Trời lúc nửa đêm là một hiện tượng tự nhiên diễn ra tại các địa điểm có vĩ độ nằm ở phía bắc của vòng Bắc Cực cũng như ở các địa điểm có vĩ độ ở phía nam của vòng Nam Cực khi Mặt Trời vẫn còn được nhìn thấy vào thời gian ban đêm tại các địa điểm đó. Khi có thời tiết tốt, Mặt Trời được nhìn thấy liên tục 24 giờ mỗi ngày. Số lượng ngày với Mặt Trời lúc nửa đêm trong mỗi năm tăng dần lên khi người ta tiến sát lại gần hơn về phía cực của Trái Đất.
Do hiện tại không có điểm định cư nào của con người ở phía nam của vòng Nam Cực, nên vùng lãnh thổ của các quốc gia với dân cư quan sát được hiện tượng tự nhiên này chỉ là những vùng lãnh thổ nào nằm phía trên vòng Bắc cực, nghĩa là thuộc các vùng đất thuộc Hoa Kỳ (vùng Alaska), Canada, Đan Mạch (vùng Greenland), Na Uy, Thụy Điển, Phần Lan, Nga, rìa phía bắc của Iceland. Khoảng một phần tư lãnh thổ của Phần Lan nằm ở phía bắc của vòng Bắc Cực và ở điểm xa nhất về phía bắc của đất nước này thì Mặt Trời không lặn trong 73 ngày liên tục trong mùa hè. Tại Svalbard, khu vực xa nhất về phía bắc có cư dân sinh sống thuộc Na Uy, Mặt Trời không lặn từ khoảng ngày 19 tháng 4 tới ngày 23 tháng 8 hàng năm. Tại các điểm gần sát với hai cực thì Mặt Trời có thể được nhìn thấy liên tục trong vòng khoảng nửa năm. Hiện tượng này được ghi nhận ở cả hai vùng cực (bắc và nam), nhưng tại các khoảng thời gian chênh lệch nhau ở hai vùng này khoảng 6 tháng.
Hiện tượng tự nhiên ngược lại, ban đêm vùng cực, diễn ra về mùa đông khi Mặt Trời nằm dưới đường chân trời trong suốt cả 24 giờ liên tục mỗi ngày.

## Nguyên nhân
Do độ nghiêng trục quay của Trái Đất khoảng 23° 27', nên về mùa hè của một trong hai bán cầu thì thời gian ban ngày (khoảng thời gian có ánh sáng từ Mặt Trời) sẽ tăng dần lên theo sự tăng lên của vĩ độ (theo giá trị tuyệt đối, nếu coi các vĩ độ ở Nam Bán cầu có dấu âm) và đến một giá trị nhất định của vĩ độ thì Mặt Trời sẽ không lặn trong một số ngày nhất định. Độ dài thời gian có Mặt Trời lúc nửa đêm tăng lên từ 1 ngày tại vòng cực (vĩ độ 66° 33') tới khoảng 6 tháng tại cực. Tại các vĩ độ như thế, thông thường người ta gọi hiện tượng này là ban ngày vùng cực.
Tại hai cực bắc và nam của Trái Đất thì Mặt Trời chỉ mọc và lặn có một lần mỗi năm. Trong vòng 6 tháng khi Mặt Trời nằm phía trên đường chân trời tại các cực thì nó chuyển động liên tục xung quanh đường chân trời, đạt đến vòng tròn chuyển động cao nhất của nó trên bầu trời vào sát thời điểm hạ chí tại mỗi cực.
Do hiện tượng khúc xạ nên Mặt Trời lúc nửa đêm có thể thấy tại các vĩ độ thấp hơn đáng kể so với vòng cực, mặc dù nói chung không vượt quá 1 độ (phụ thuộc vào các điều kiện thời tiết tại mỗi địa phương). Ví dụ, người ta có thể nhìn thấy Mặt Trời lúc nửa đêm tại một số vùng thuộc Iceland, mặc dù phần lớn lãnh thổ của nó nằm dưới vòng Bắc cực một cách đáng kể (đảo Grímsey là ngoại lệ). Ngay cả những vùng xa nhất về phía bắc của Scotland (và những nơi nào có cùng vĩ độ) cũng có "hoàng hôn" lờ mờ trên bầu trời phương bắc vào khoảng thời gian này.

## Đêm trắng
Các vị trí nằm trong khoảng từ khoảng vĩ độ 60 trở lên nhưng ở phía nam vòng Bắc cực hay phía bắc vòng Nam Cực thay vì có ban ngày vùng cực thì có tranh tối tranh sáng (hoàng hôn hay rạng đông) lúc nửa đêm. Tuy rằng vào khoảng thời gian xung quanh hạ chí, Mặt Trời vẫn nằm ở phía dưới đường chân trời tới 6 độ (tranh tối tranh sáng dân dụng), nhưng các hoạt động bình thường cần độ chiếu sáng thích hợp như đọc sách báo, vẫn có thể thực hiện được mà không cần có ánh sáng nhân tạo, với điều kiện bầu trời quang mây.
Ở các vĩ độ cao hơn vòng cực, đêm trắng có thể quan sát thấy trong khoảng thời gian từ 1-3 tuần trước và sau ban ngày vùng cực.
Đêm trắng đã trở thành biểu tượng chung của Sankt Peterburg (Nga), nơi nó diễn ra mỗi năm từ khoảng 11 tháng 6 tới 2 tháng 7, và 10 ngày cuối tháng 6 được kỷ niệm bằng một lễ hội với các sự kiện văn hóa.

## Tác động lên con người
Nhiều người cảm thấy khó ngủ trong đêm khi Mặt Trời còn chiếu sáng. Nói chung, các du khách và những người mới đến chịu ảnh hưởng nhiều nhất. Một số cư dân bản xứ cũng chịu ảnh hưởng, nhưng nói chung ở mức độ nhẹ hơn. Ngược lại, các hiệu ứng của ban đêm vùng cực, được coi là nguyên nhân dẫn đến rối loạn tâm trạng theo mùa (SAD) hay trầm cảm mùa đông, một kiểu trầm cảm do sự thiếu ánh sáng tự nhiên gây ra.